# 1985 en gymnastique
| Années de la gymnastique : 1982 - 1983 - 1984 - 1985 - 1986 - 1987 - 1988    |
| Décennies de la gymnastique : 1950 - 1960 - 1970 - 1980 - 1990 - 2000 - 2010 |

Les faits marquants de l'année 1985 en gymnastique

## Principaux rendez-vous
- 23e championnats du monde de gymnastique artistique à Montréal au Canada.
- Sixième édition des championnats d'Europe de gymnastique acrobatique à Augsbourg, en Allemagne.
- 15e championnat d'Europe de gymnastique artistique féminine à Helsinki en Finlande.
- 16e championnat d'Europe de gymnastique artistique masculine à Oslo en Norvège.
- 9e championnats d'Europe de trampoline à Groningue aux Pays-Bas.

## Faits marquants
- La gymnastique acrobatique est reconnue comme discipline sportive par le Comité international olympique ; en France, elle est intégrée à la Fédération française des sports au trampoline (FFST) qui devient la Fédération française de trampoline et de sports acrobatiques (FFSTA).
- Fondation de la Fédération suisse de gymnastique à la suite de la fusion de la Société fédérale de gymnastique (fondée en 1832) et de l'Association suisse de gymnastique féminine (fondée en 1908).
- L'Union européenne de gymnastique est chargée d'organiser les championnats d'Europe de gymnastique artistique.

## Naissance
- 15 janvier :  Feng Jing, gymnaste artistique chinois
- 20 janvier : Jessica Simon, gymnaste trampoliniste allemande.
- 21 janvier : 
  - Ri Se-gwang, gymnaste nord-coréen.
  - Xiao Qin, gymnaste chinois.
- 3 février : Fabrizia D'Ottavio, gymnaste rythmique italienne.
- 28 février : Daniela Masseroni, gymnaste rythmique italienne.
- 2 mars : José Luis Fuentes Bustamante, gymnaste vénézuélien.
- 18 mars : 
  - Krisztián Berki, gymnaste hongrois.
  - Charíklia Pantazí, gymnaste rythmique grecque.
- 1er avril : Elizabeth « Beth » Kimberly Tweddle, gymnaste britannique.
- 16 avril : Danny Rodrigues, gymnaste artistique français.
- 8 mai : Silvia Stroescu, gymnaste roumaine.
- 9 mai : Kim Seung-il, gymnaste sud-coréen
- 14 mai : Simona Peïcheva, gymnaste rythmique bulgare.
- 15 mai : Delphine Ledoux, gymnaste rythmique française.
- 16 mai : Kazuhito Tanaka, gymnaste artistique japonais.
- 27 mai : Arnaud Willig, gymnaste artistique français.
- 29 mai : Mircea Zamfir, gymnaste aérobic roumain.
- 12 juin : Nathan Gafuik, gymnaste canadien.
- 28 juin : Liaïssan Outiacheva, gymnaste rythmique russe.
- 14 novembre : Elena Gómez Servera, gymnaste artistique espagnole.
- 22 novembre : 
  - Enrique Tomás González Sepúlveda , gymnaste vénézuélien.
  - Carmen Ionescu, gymnaste artistique roumaine.
- 24 décembre : Natalya Ziganshina, gymnaste artistique russe.
- 31 décembre : Jonathan Horton, gymnaste américain.

## Décès
- 4 avril : Hannes Sirola (en), gymnaste finlandais, né le 18 avril 1890.
- 18 août : Josip Primožič, gymnaste yougoslave, né le 7 février 1900.